# Justin Jules
Justin Jules (Sartrouville, 20 september 1986) is een voormalig Frans wielrenner.
Justin is de zoon van de voormalige wielrenner Pascal Jules (1961-1987), die beroepsrenner was van 1982 tot zijn dood bij een auto-ongeval. Justin Jules werd in 2008 nog veroordeeld tot drie jaar effectieve celstraf voor doodslag op zijn stiefvader en werd in 2011 beroepsrenner.

## Palmares

### Overwinningen
2011
1e etappe Ronde van Hainan
2013
GP La Marseillaise
2014
5e etappe Ronde van Azerbeidzjan
2015
5e etappe Ronde van Marokko
Puntenklassement Ronde van Marokko
2016
8e etappe Ronde van Marokko
2e etappe Ronde van Tunesië
Grote Prijs Stad Sint-Niklaas
2017
1e etappe Ronde van de Provence
4e etappe Ronde van Normandië
Puntenklassement Ronde van Normandië
1e etappe Ronde van de Sarthe
2018
1e etappe Ronde van de Sarthe
2019
1e etappe Ronde van Aragon
Puntenklassement Ronde van Aragon

### Resultaten in voornaamste wedstrijden
| Jaar | Gent-Wevelgem | Ronde van Vlaanderen | Luik-Bast.‑Luik | Kuurne-Brussel-Kuurne | Waalse Pijl |
| ---- | ------------- | -------------------- | --------------- | --------------------- | ----------- |
| 2017 |               |                      |                 |                       | 160e        |
| 2018 | 29e           | 102e                 | 130e            | 5e                    | opgave      |
| 2019 | opgave        |                      | 87e             |                       |             |
| 2020 |               |                      |                 |                       |             |

## Ploegen
2011 –  La Pomme Marseille
2012 –  Véranda Rideau-Super U
2013 –  La Pomme Marseille
2014 –  Team La Pomme Marseille 13
2015 –  Veranclassic-Ekoï
2016 –  Veranclassic-Ago
2017 –  WB Veranclassic Aqua Protect
2018 –  WB Aqua Protect Veranclassic
2019 –  Wallonie Bruxelles
2020 –  NIPPO DELKO One Provence
2021 –  DELKO
De Winter · Delfosse · Dernies · Deruette · Duquennoy · Habeaux · Ista · Jans · Jules · Kirsch · Masson · Naesen · Pardini · Peyskens · Robeet · Spengler · Stassen · Vantomme · Warnier · Mortier (stagiair) · Taminiaux (stagiair)
De Winter · Dehaes · Delfosse · Deruette · Duquennoy · Habeaux · Ista · Jules · Kirsch · Lietaer · Masson · Mortier · Peyskens · Robeet · Six · Spengler · Stassen · Vantomme · Warnier
Dehaes · Ista · Jules · Liepiņš · Lietaer · Molly · Mortier · Nõmmela · Paasschens · Peyskens · Planckaert · Robeet · Six · Spengler (t/m 10 oktober) · Taminiaux · T. Wirtgen · Castrique (stagiair) · Huys (stagiair) · Paquot (stagiair) · L. Wirtgen (stagiair)